# Ballspielverein Borussia 09 Dortmund 1973-1974
Questa voce raccoglie le informazioni riguardanti il Ballspielverein Borussia 09 Dortmund nelle competizioni ufficiali della stagione 1973-1974.

## Stagione
Nella stagione 1973-1974 il Borussia Dortmund, allenato da Detlev Brüggemann, concluse il campionato di Regionalliga al 17º posto, con un cambio di panchina all'ultima giornata con Max Michallek. In Coppa di Germania il Borussia Dortmund fu eliminato al primo turno dal Hannover 96.

## Rosa
| N. |                       | Ruolo | Calciatore                 |
| -- | --------------------- | ----- | -------------------------- |
|    | Germania (bandiera)   | P     | Horst Bertram              |
|    | Germania (bandiera)   | P     | Jürgen Rynio               |
|    | Germania (bandiera)   | D     | Manfred Balcerzak          |
|    | Germania (bandiera)   | D     | Helmut Nerlinger           |
|    | Germania (bandiera)   | D     | Wolfgang Berg              |
|    | Germania (bandiera)   | D     | Eckhard Berlau-Kirschstein |
|    | Germania (bandiera)   | D     | Lothar Geschwendt          |
|    | Montenegro (bandiera) | D     | Branko Rašović             |
|    | Germania (bandiera)   | D     | Peter Czernotzky           |
|    | Germania (bandiera)   | D     | Friedhelm Schwarze         |
|    | Germania (bandiera)   | C     | Dieter Kurrat              |

| N. |                     | Ruolo | Calciatore           |
| -- | ------------------- | ----- | -------------------- |
|    | Germania (bandiera) | C     | Josef Votava         |
|    | Germania (bandiera) | C     | Egwin Wolf           |
|    | Germania (bandiera) | C     | Helmut Schmidt       |
|    | Germania (bandiera) | A     | Mirko Votava         |
|    | Germania (bandiera) | A     | Edwin Bakine         |
|    | Germania (bandiera) | A     | Karl-Heinz Brücken   |
|    | Germania (bandiera) | A     | Hans-Werner Hartl    |
|    | Germania (bandiera) | A     | Willi Mumme          |
|    | Germania (bandiera) | A     | Burghard Segler      |
|    | Germania (bandiera) | A     | Hans-Jürgen Tschirna |

## Organigramma societario
Area tecnica
- Allenatore: Detlev Brüggemann (1ª-33ª); Max Michallek (34ª)

## Calciomercato

### Sessione estiva
| Acquisti | Acquisti          | Acquisti            |
| R.       | Nome              | da                  |
| -------- | ----------------- | ------------------- |
| A        | Burghard Segler   | Bayern München      |
| D        | Manfred Balcerzak | Lüner SV            |
| A        | Hans-Werner Hartl | VfL Bochum          |
| A        | Willi Mumme       | Rot-Weiß Oberhausen |
| C        | Josef Votava      | FSV Witten          |

| Cessioni | Cessioni            | Cessioni                |
| R.       | Nome                | a                       |
| -------- | ------------------- | ----------------------- |
| D        | Hans-Joachim Andree | Eintracht Frankfurt     |
| A        | Siegfried Köstler   | FC St. Pauli            |
| C        | Werner Lorant       | Rot-Weiss Essen         |
| A        | Klaus Ondera        | Eintracht Braunschweig  |
| A        | Jürgen Wilhelm      | Eintracht Bad Kreuznach |

## Statistiche

### Statistiche di squadra
| Competizione      | Punti | In casa | In casa | In casa | In casa | In casa | In casa | In trasferta | In trasferta | In trasferta | In trasferta | In trasferta | In trasferta | Totale | Totale | Totale | Totale | Totale | Totale | DR |
| Competizione      | Punti | G       | V       | N       | P       | Gf      | Gs      | G            | V            | N            | P            | Gf           | Gs           | G      | V      | N      | P      | Gf     | Gs     | DR |
| ----------------- | ----- | ------- | ------- | ------- | ------- | ------- | ------- | ------------ | ------------ | ------------ | ------------ | ------------ | ------------ | ------ | ------ | ------ | ------ | ------ | ------ | -- |
| Regionalliga      | 41    | 17      | 9       | 4       | 4       | 22      | 12      | 17           | 6            | 3            | 8            | 29           | 30           | 34     | 15     | 7      | 12     | 37     | 31     | +6 |
| Coppa di Germania | -     | 1       | 0       | 0       | 1       | 1       | 4       | 0            | 0            | 0            | 0            | 0            | 0            | 1      | 0      | 0      | 1      | 1      | 4      | -3 |
| Totale            | 20    | 18      | 9       | 4       | 5       | 23      | 16      | 17           | 6            | 3            | 8            | 29           | 30           | 35     | 15     | 7      | 13     | 38     | 35     | +3 |

### Andamento in campionato
| Giornata  | 1 | 2 | 3 | 4 | 5 | 6 | 7 | 8 | 9 | 10 | 11 | 12 | 13 | 14 | 15 | 16 | 17 | 18 | 19 | 20 | 21 | 22 | 23 | 24 | 25 | 26 | 27 | 28 | 29 | 30 | 31 | 32 | 33 | 34 |
| --------- | - | - | - | - | - | - | - | - | - | -- | -- | -- | -- | -- | -- | -- | -- | -- | -- | -- | -- | -- | -- | -- | -- | -- | -- | -- | -- | -- | -- | -- | -- | -- |
| Luogo     | T | C | T | C | T | C | T | C | T | C  | C  | T  | C  | T  | C  | T  | C  | C  | T  | C  | T  | C  | T  | C  | T  | C  | T  | T  | C  | T  | C  | T  | C  | T  |
| Risultato | P | N | V | V | V | V | V | P | N | P  | V  | P  | V  | P  | V  | V  | N  | V  | V  | V  | P  | P  | N  | P  | P  | V  | P  | P  | N  | N  | N  | V  | V  | P  |